# Сет (футбольний клуб)
«Сет» (фр. Sète) — французький футбольний клуб з однойменного міста. Наразі виступає у Національному чемпіонаті (3-й рівень). Домашні матчі проводить на стадіоні «Луї Мішель», який вміщує 8 000 глядачів.

## Історія

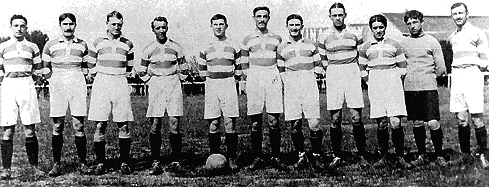
«Олімпік» (Сет) в 1914 році

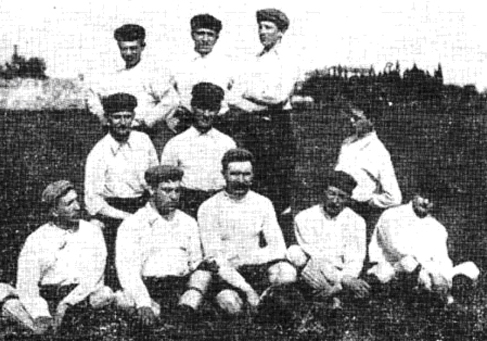
Команда «Олімпік» (Сет) в 1901 році

Футбольний клуб «Сет» було засновано в 1900 році під назвою «Олімпік». Сучасну назву клуб отримав вже в 1914-му. «Зелено-білі» двічі ставали чемпіонами Франції в сезонах 1933-34 і 1938-39, а також двічі здобували кубок Франції в сезонах 1929-30, 1933-34. В 1934 році «Сет» вперше в країні зробив дубль, вигравши і кубок, і чемпіонат. Аж до 60-х років клуб відігравав провідну роль в чемпіонаті Франції, проте через фінансові проблеми швидко втратив професійний статус. З 70-х по 2005 рік «Сет» виступав у нижчих лігах, доки не зайняв 3-тє місце в Національному чемпіонаті, отримавши право виступати у Лізі 2. Проте наступного сезону команда вилетіла з другого дивізіону з останнього місця. 24 липня 2009 «Сет» опустився на 6-й рівень системи футбольних ліг Франції.

## Титули та досягнення
- Чемпіонат Франції:
  - Чемпіон (2): 1933-34, 1938-39
  - Бронзовий призер (1): 1937-38
- Кубок Франції:
  - Володар (2): 1929-30, 1933-34
  - Фіналіст (4): 1922-23, 1923-24, 1928-29, 1941-42
- Регіональна ліга Південний Схід:
  - Чемпіон (8): 1920, 1921, 1922, 1923, 1924, 1925, 1926, 1968